# Jacint (bisbe d'Urgell)
|  | Per a altres significats, vegeu «Jacint (desambiguació)». |

Jacint (? — 680) és considerat bisbe d'Urgell si bé no hi ha cap documentació referent al seu càrrec episcopal. Fou fet presoner a Llívia per la seva participació en la rebel·lió contra el rei Vamba (672-680).